# Districte de Sibi
El districte de Sibi (també Siwi, urdú: سبی) és una divisió administrativa de la província de Balutxistan al Pakistan. La capìtal és Sibi. La superfície és de 4,152 km² i la població de 180.398 (cens del 1998) amb una projecció oficial pel 2009 de 253.000 habitants.
Les muntanyes principals són les Zen, Bambore i Dungan. és una regió molt calorosa on l'estiu les temperatures superen fàcilment els 50 graus. Administrativament està format per dos tehsils (i un subtehsil) i 13 "union councils":
- Lehri
  - Lehri
  - Thari
  - Ttunnia
  - Bbakhtiarabad
- Sibi
  - Babar Kach
  - Marghazani
  - Kurak
  - Talli
  - Mall Chandia
  - Sibi 1
  - Sibi 2
  - Sibi 3
  - Sibi 4.
- Kutmundai (subtehsil del tehsil de Sibi)

## Història
El territori sempre va dependre de Multan fins al final del segle xv i se sap que a l'inici del segle xiii sota Nasir al-Din Kubacha, estava governat per un senyor local feudatari. Vers el 1500 va ser ocupat per Shah Beg Arghun de Kandahar, però a la segona meitat del segle xvi, sota el domini de l'Imperi Mogol fou agregat altre cop al govern de Multan. El 1714 els kalhores de Sind van ocupar el territori però es van haver de retirar davant el poder dels durranis afganesos vers 1749; els afganesos van nomenar governadors quasi sempre dins el clan barozai dels pannis.
A la primera Guerra Angloafganesa (1839-1842) un subagent polític fou instal·lat a Sibi i al final de la guerra el territori fou cedit al kan de Kalat, però el 1843 va retornar al govern afganes (barakzai); en anys següents els marris van esdevenir la tribu principal i es van dedicar a saquejos, que van durar fins al final de la tercera Guerra Angloafganesa quan Sibi, Shahrig i Duki foren assignats als britànics pel tractat de Gandamak. Fins aleshores els marris i els bugtis foren controlats des de Dera Ghazi Khan al Panjab fins a l'establiment de l'agència del Balutxistan el 1877; el 1879 es va crear l'agència o districte de Thal-Chotiali, antecedent del que després fou el districte de Sibi. El 1881 la vall de Kuat-Mandai que pertanyia als marris fou agregada al districte en garantia del pagament d'una multa imposada a la tribu per la seva expedició de 1880. El 1891 la vall de Kohlu, disputada entre els afganesos zarkuns i els marris, fou agregada també al districte. Nasirabad fou un niabat de Kalat fins al 1903 quan va ser entregat als britànics a perpetuïtat a canvi d'un pagament anual de 115000 rupies (incrementat en 2500 rupies el 1904). El 1903 el territori de Thal-Chotiali fou rebatejat districte de Sibi i els tahsils de Sanjawi, Duki i Barkhan foren transferits al nou districte de Loralai.
El districte tenia una superfície de 29.218 km² incloent el país tribal de Marri-Bugti de 18464 km² sobre el qual el districte exercia control polític, per la qual cosa el territori administrat directament era de 10.754 km². El districte exercia també control polític sobre el niabat de Lahri a l'estat de Kalat, a la divisió de Kachhi (3.320 km²). Les muntanyes Zen estaven al país dels bugtis i tenia una altura màxima de 1.124 metres; la serra de Bambor arribava als 1.516 metres, i la de Dungan (amb
el Nutur) al país Marri arribava a uns 1850 metres. El riu principal era el Nari que s'anomenava Beji en el país Marri i al que al sud s'unien tres torrents: Chakar o Talli, Lahri i Chhatr.
Dins el districte hi havia una ciutat i 304 pobles. La població calculada sobre el cens de 1901 era de 73.893 habitants. El territori de Marri-Bugti tenia 8 pobles notables amb 38.919 habitants; per això la població, incloses les àrees tribals, era de 112.812 habitants sense comptar els dombkis (12.400), umranis (1.100), i kaheris (7.100) que vivien a la part del Kacchi (del kanat de Kalat) controlada des del districte de Sibi.
El 1903 estava dividit en quatre tahsils: 
- Kohlu
- Sibi
- Shahrig
- Nasirabad

El tehsil de Sibi i el de Shahrig estaven dins el Balutxistan Britànic i els de Kohlu i Nasirabad i la línia fèrria que anava de Kacchi al país marri era part de l'agència del Balutxistan; encara que administrativament era tractat com una sola unitat, el governador era agent pels territoris de l'agència i subcomissionat per la resta. Fiscalment hi havia tres subdivisions: Nasirabad, Sibi (de la que depenia Kohlu) i Shahrig, la primera sota un subagent polític i les altres dues sota un assistent extraordinari del comissionat (un cadascuna). Com agent polític exercia també el control sobre el país de Marri-Bugti i sobre les tribus de dombkis i kaheris del niabat de Lahri al Kachhi.
El 90% de la població eren musulmans i el 9% hindús, però el percentatge de musulmans pujava al 99% al país de Marri-Bugti. El 43% de la gent parlava balutxi, i la resta paixtu, jakti i sindi. Ètnicament més de la meitat de la població era balutxi, i paixtu un 20%. La resta eren d'orígens diversos.
El tahsil de Sibi tenia una superfície de 3.478 km² i una població de 20.526 habitants el 1901. L'única ciutat era Sibi, capital del tehsil i del districte, amb 4.551 habitants; hi havia 32 pobles.
El 1974 el districte es va dividir i es van crear el districtes de Nasirabad i de Kohlu. El 1983 es va formar el districte de Dera Bugti i el 1986 el districte de Ziarat. Fins al 2000 tots aquestos districtes excepte Nasirabad, foren part de la divisió de Sibi però en aquest any les divisions foren abolides.